# Comuna Prăjeni, Botoșani
Prăjeni este o comună în județul Botoșani, Moldova, România, formată din satele Câmpeni, Lupăria, Miletin și Prăjeni (reședința).

## Demografie
Componența etnică a comunei Prăjeni
     Români (96,72%)
     Alte etnii (3,28%)
Componența confesională a comunei Prăjeni
     Ortodocși (96,17%)
     Alte religii (0,49%)
     Necunoscută (3,34%)
Conform recensământului efectuat în 2021, populația comunei Prăjeni se ridică la 3.267 de locuitori, în creștere față de recensământul anterior din 2011, când fuseseră înregistrați 3.210 locuitori. Majoritatea locuitorilor sunt români (96,72%). Din punct de vedere confesional, majoritatea locuitorilor sunt ortodocși (96,17%), iar pentru 3,34% nu se cunoaște apartenența confesională.

## Politică și administrație
Comuna Prăjeni este administrată de un primar și un consiliu local compus din 13 consilieri. Primarul, Gheorghiță-Mihăiță Iftodi[*], de la Partidul Social Democrat, este în funcție din octombrie 2020. Începând cu alegerile locale din 2024, consiliul local are următoarea componență pe partide politice:
|  | Partid                          | Consilieri | Componența Consiliului | Componența Consiliului | Componența Consiliului | Componența Consiliului | Componența Consiliului | Componența Consiliului | Componența Consiliului | Componența Consiliului | Componența Consiliului |
|  | ------------------------------- | ---------- | ---------------------- | ---------------------- | ---------------------- | ---------------------- | ---------------------- | ---------------------- | ---------------------- | ---------------------- | ---------------------- |
|  | Partidul Social Democrat        | 9          |                        |                        |                        |                        |                        |                        |                        |                        |                        |
|  | Partidul Național Liberal       | 2          |                        |                        |                        |                        |                        |                        |                        |                        |                        |
|  | Alianța pentru Unirea Românilor | 1          |                        |                        |                        |                        |                        |                        |                        |                        |                        |
|  | Alianța Dreapta Unită           | 1          |                        |                        |                        |                        |                        |                        |                        |                        |                        |